# Дубровский, Виктор Николаевич (политик)
Виктор Николаевич Дубровский (род. 20 июля 1965) — российский политический деятель. Депутат Государственной Думы четвёртого созыва (2003—2007).

## Биография
Окончил Московский энергетический институт в 1988 г., Российскую академию государственной службы при Президенте РФ в 1999 г. Кандидат экономических наук 2005 г.
С 1993 г. работал в Министерстве социальной защиты населения РФ (затем Министерство труда и социального развития) на различных должностях, был заместителем руководителя департамента по вопросам пенсионного обеспечения, с марта 1999 г. — заместитель председателя Фонда социального страхования РФ.
7 декабря 2003 г. был избран в Государственную Думу РФ четвёртого созыва по федеральному списку избирательного объединения Партия «Единство» и «Отечество» — Единая Россия, был членом фракции «Единая Россия», членом Комитета по делам национальностей, Комитета по финансовым рынкам. Член Союза журналистов.
Один из создателей профессиональных журналов в социальной сфере «Пенсия», «Пенсионные фонды и инвестиции», «Труд и Страхование», «Вестник государственного социального страхования», «Социальный мир».
Учредитель, главный редактор газет «Новая Греция. The New Greece» и «Новый Крит. The New Crete».